# Plaid
A Plaid (korábban Black Dog Productions) egy elektronikus zenei duó, melyet Andy Turner és Ed Handley alapított. Ők a „The Black Dog”, s jó pár egyéb nevek alatt is működtek (Atypic és Balil), mielőtt nem véglegesítették Plaid néven. Számos énekesnővel dolgoztak együtt, például Mara Carlylelal, Nicolettetel és Björkkel. A lemezeik a Clear, Peacefrog, Black Dog Productions és a Warp Records labeleknél jöttek ki.

## Diszkográfia

### Albumok
- Mbuki Mvuki (1991)
- Not For Threes (1997)
- Rest Proof Clockwork (1999)
- Trainer (2000)
- Double Figure (2001)
- Parts in the Post (remixválogatás, 2003)
- Spokes (2003)
- Greedy Baby CD+DVD (2006)
- Tekkon Kinkreet (2006)
- Scintilli (2011)
- Reachy Prints (2014)
- The Digging Remedy (2016)
- Polymer (2019)

### Maxik
- Scoobs in Columbia (1992)
- Android (1995)
- Undoneson (1997)
- Peel Session (1999)
- Booc (2000)
- P-Brane (2002)
- Dialp (2003)